# Никифор I Костурски
Никифор (на гръцки: Νικηφόρος, Никифорос) е гръцки духовник, костурски митрополит от 1841 до 1874 година.

## Биография
Роден е в село Скопия (Балъклъ) на остров Алони (Пашалиманъ) в Мраморно море. Служи като велик архидякон на Патриаршията.
Избран е за костурски митрополит през януари 1841 година. В 1852 година митрополит Никифор и секретарят му Янис Папамадзарис са затворени за два месеца в затвора за подкрепа на християни, отказали служба в османската армия. На 29 март 1863 година заминава като член на Светия синод в Цариград. На 19 март 1865 година тръгва обратно към епархията си.
Двамата с Папамадзарис развиват широка борба със зараждащото се българско църковно и просветно движение в Костурско. Подлага на преследвания първите трима български учители в района - Георги Динков, отец Герасим Калугера и Търпо Поповски, като многократно прави опити да ги убие чрез платени убийци и ги клевети пред османските власти. По думите на Търпо Поповски:
| „ | Известието за отварянето на Косинското българско училище стреснало гръцкия кириарх Никифор, който като много прост и неграмотен се ръководеше от секретаря си Яни Граматик, който беше все и вся и веднага повдигна дело в Корчанското съдилище, на което ме представи за най-интригант и нарушител на владишките показания, затвори училището ми и съдружно с косинските първенци, числящ се и свещеник Захария, ни закара в Корча, дето несправедливо ни държа три цели месеци под надзор в мръсните ханища... Никифор със секретаря си Яни, зашеметен от появата на българизма и от силното движение на новодошлите учители, се запретнаха с всички морални сили да попречат на подновеното българско учебно дело, за което употребиха немалки суми, само и само да могат да унищожат тримата учители и да затворят училищата им. Постоянно подкупени албанци сновяха по 3 български села и търсеха случай да убият родолюбивите трима учители, но напразно. | “ |

Същевременно Никифор целенасочено унищожава всички български старини в епархията. В 1872 година при срутване на зид в галищката средновековна църква „Свети Георги“ се открива хранилище с български пергаментови ръкописи, които са натоварени на три конски товара от владиката и изгорени. Никифор Костурски унищожава и всички български ръкописи в Сливенския манастир, в който по времето на съществуването на Охридската архиепископия е имало духовно училище с пансион. Владиката унищожава и откритите в олтара при ремонт на църквата „Света Параскева“ в костурската Драгота махала.
Никифор Костурски се удавя по време на почивка в баните в Коница, Янинско на 27 или 28 юни 1874 година. Костите му са пренесени и погребани в двора на Костурската митрополия от митрополит Кирил Костурски на 3 ноември 1875 година.
- Ктиторски надписи, споменаващи митрополит Никифор
- „Свети Атанасий Безсребренически“ в Костур, 1844 г.
- „Св. св. Теодор Тирон и Теодор Стратилат“ в Занско, 1857 г.
- „Свети Архангели Позерски“ в Костур, 1859 г.
- „Въведение Богодорично“ в Загоричани, 1861 г.
- „Свети Николай“ в Невеска, 1867 г.